# Parola d'ordine: arriviamo!
Parola d'ordine: arriviamo! (Dinky Di's) è una serie televisiva animata prodotta da Roo Films.

## Personaggi
- Boomerang
- Mefisro
- Cocco Drill
- Topgang
- Aquilotto
- Archibald
- Ernesto
- Lionello